# Kościół Świętych Apostołów Piotra i Pawła w Łomazach
Kościół Świętych Apostołów Piotra i Pawła – rzymskokatolicki kościół parafialny należący do dekanatu Biała Podlaska – Południe diecezji siedleckiej.
Obecna świątynia w stylu neogotyckim została wzniesiona w latach 1906 – 1911 ze składek parafian i dzięki staraniom księdza proboszcza Antoniego Śliwińskiego. Projekt kościoła został opracowany przez architekta Władysława Wołłodkę z Białej Podlaskiej, a pracami budowlanymi kierował majster Kijowski z Białej Podlaskiej. Budowla została konsekrowana w 1912 roku. W 1915 roku świątynia otrzymała cztery dzwony. Niestety w 1915 roku armia rosyjska zarekwirowała trzy dzwony. W 1923 roku został odnaleziony największy dzwon i został sprowadzony do Łomaz. W czasie II wojny światowej, w 1944 roku, świątynia została uszkodzona, a gruntowny remont miał miejsce dopiero w latach 1967 – 1968. Pamiątką po ostrzelaniu budowli przez artylerię sowiecką jest fragment pocisku armatniego, tkwiący w zachodniej ścianie.

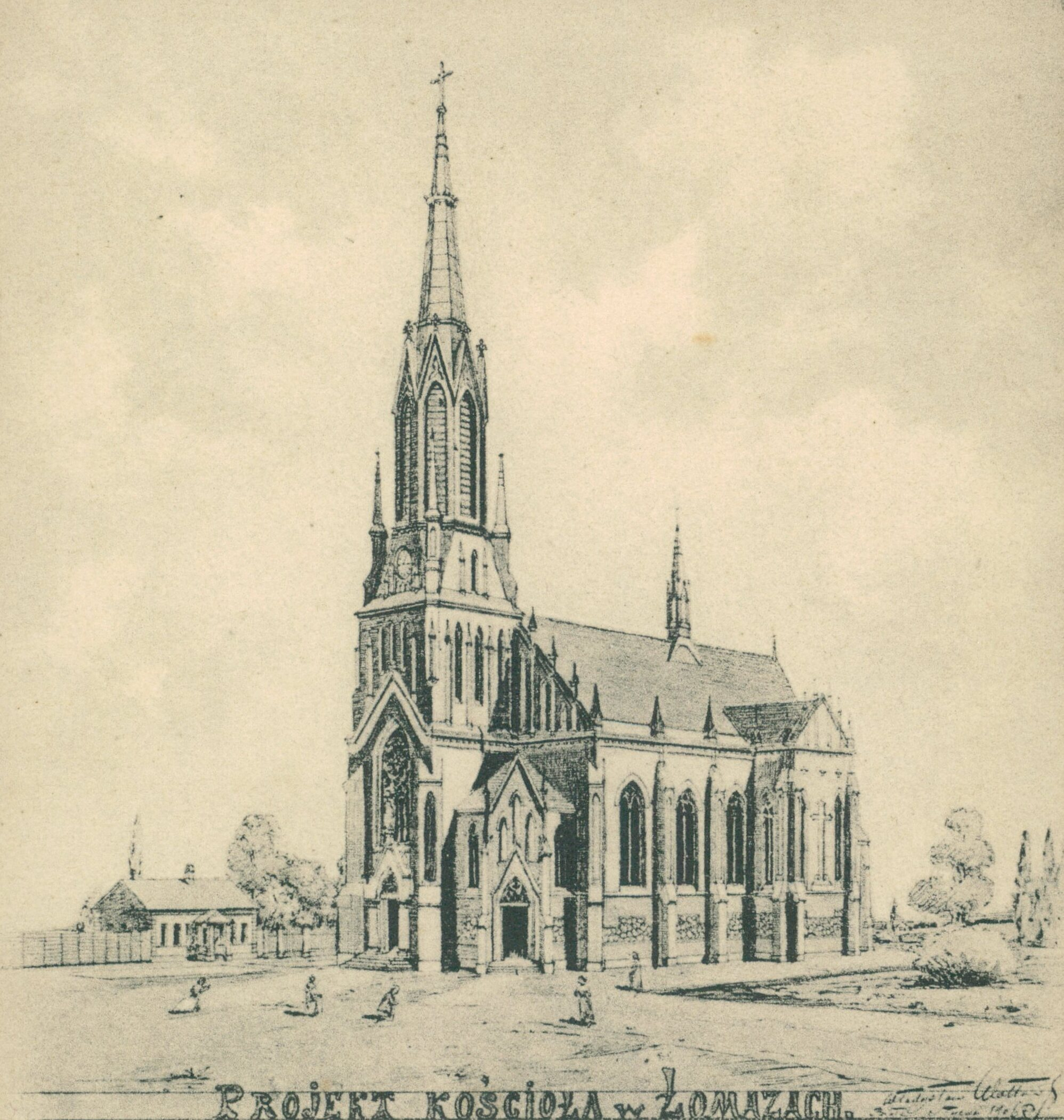
Projekt kościoła
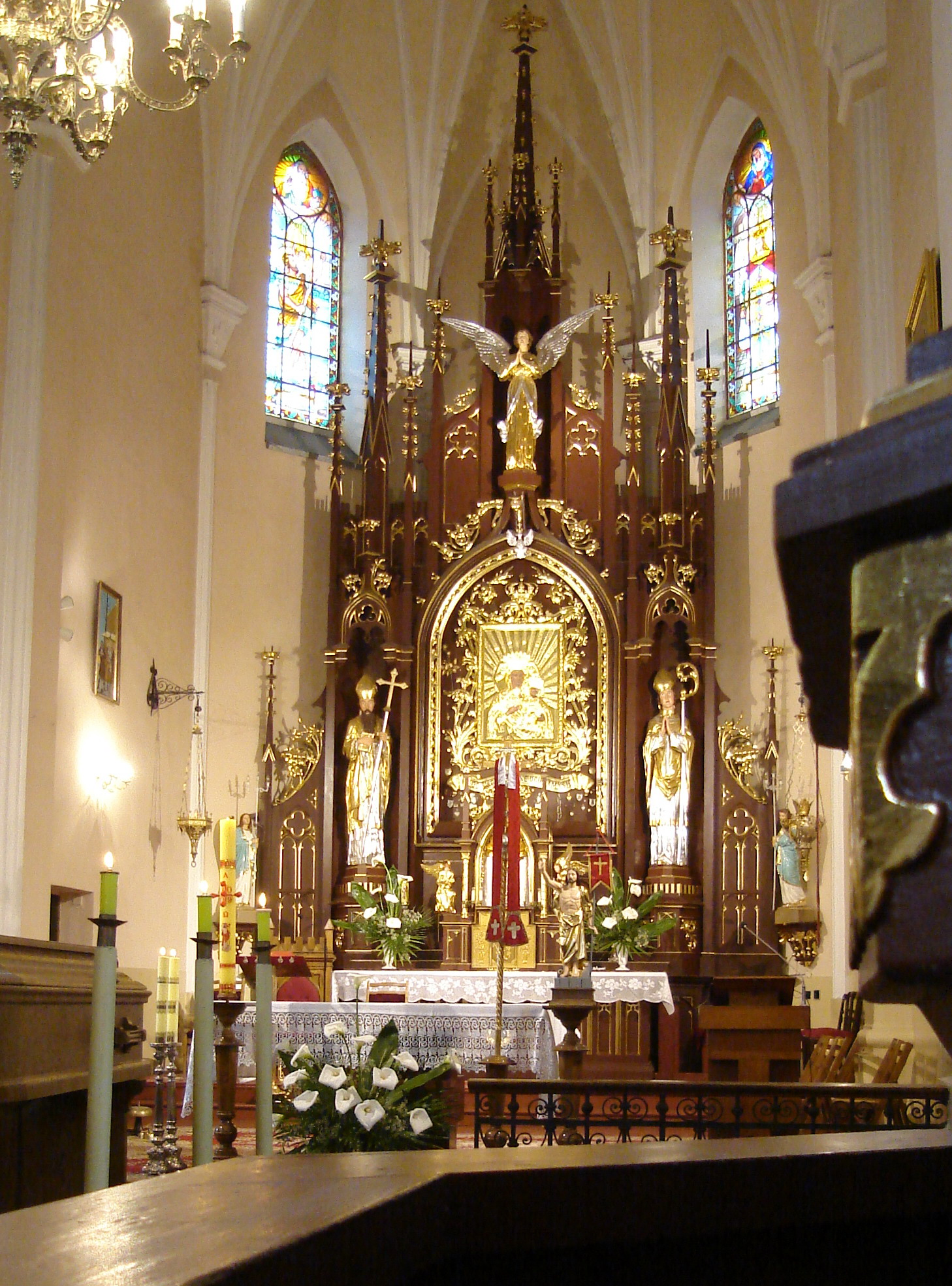
Ołtarz

kościół jest murowany, wybudowany z czerwonej cegły (na zewnątrz otynkowane są jedynie na biało dekoracyjne gzymsy, sterczyny, blendy i obramienia otworów), ustawiony na niskim granitowym cokole. Świątynia wybudowana na planie krzyża łacińskiego składa się: z trzynawowego halowego korpusu z masywną wieżą frontową (jest to główna część fasady świątyni), transeptu oraz prostokątnego prezbiterium zamkniętego trójkątną apsydą. Wieża została wzniesiona na planie kwadratu, posiada pięć kondygnacji, w dolnej części jest czworokątna, powyżej jest ośmioboczna, zwieńczona jest ostrosłupowym hełmem z iglicą, o połowę jest wyższa od korpusu świątyni.